# Start-Trigon Cycling Team/Saison 2013
Dieser Artikel listet Erfolge und Fahrer des Radsportteams Start-Trigon in der Saison 2013 auf.

## Erfolge in der UCI Europe Tour
| Datum         | Rennen                                         | Kat. | Fahrer       |
| ------------- | ---------------------------------------------- | ---- | ------------ |
| 21. September | Paraguayische Meisterschaft – Einzelzeitfahren | CN   | Gustavo Miño |

## Abgänge – Zugänge
| Zugänge                             | Team 2012                                  | Abgänge                             | Team 2013           |
| ----------------------------------- | ------------------------------------------ | ----------------------------------- | ------------------- |
| Fader Ardila                        | Café de Colombia-Colombia es Pasión (2010) | Nicolae Tanovitchii                 | Tusnad Cycling Team |
| Jaime Ramírez                       | Centri della Calzatura-Partizan (2008)     | Tomás Gil                           | Unbekannt           |
| Pedro Coronel                       | Neoprofi                                   | Manuel Miranda                      | Unbekannt           |
| David van Eerd                      | Neoprofi                                   | Alejandro Padulo                    | Unbekannt           |
| Darren Matthews                     | Neoprofi                                   | Pedro Palma                         | Unbekannt           |
| Johnatan Sarmiento                  | Neoprofi                                   | Javier Sanguino                     | Unbekannt           |
| Juan Antonio Murillo (ab 10. April) | Neoprofi                                   | Juan Pablo Villamayor               | Unbekannt           |
| Rubén Caseny (ab 20. Juni)          | Neoprofi                                   | Joaquín Grassi (bis 10. April)      | Unbekannt           |
| Francisco Riveros (ab 20. Juni)     | Neoprofi                                   | Gustavo López (bis 10. April)       | Unbekannt           |
| Bjorn De Decker (ab 5. Juli)        | CC Villeneuve Saint-Germain                | Leonardo Servían (bis 20. Juni)     | Unbekannt           |
| Efrén Ortega (ab 1. August)         | Neoprofi                                   | Juan Antonio Murillo (bis 28. Juni) | Unbekannt           |
|                                     |                                            | Calixto Bello (bis 4. Juli)         | Unbekannt           |

## Mannschaft
| Name               | Geburtstag         | Nationalität |              |
| ------------------ | ------------------ | ------------ | ------------ |
| Fader Ardila       | 8. Juni 1984       | Kolumbien    |              |
| Rubén Caseny       | 13. September 1986 | Spanien      |              |
| Pedro Coronel      | 7. September 1988  | Paraguay     |              |
| Bjorn De Decker    | 10. Oktober 1988   | Belgien      |              |
| David van Eerd     | 23. April 1990     | Niederlande  |              |
| Mauricio Frazer    | 24. Januar 1984    | Argentinien  |              |
| Óscar Matiauda     | 22. Februar 1991   | Paraguay     |              |
| Darren Matthews    | 17. Januar 1991    | Barbados     |              |
| Rubén Menéndez     | 3. März 1978       | Spanien      |              |
| Gustavo Miño       | 12. Juni 1984      | Paraguay     |              |
| Efrén Ortega       | 19. Oktober 1988   | Puerto Rico  |              |
| Jaime Ramírez      | 20. Januar 1989    | Kolumbien    |              |
| Francisco Riveros  | 11. November 1994  | Paraguay     |              |
| Johnatan Sarmiento | 4. Dezember 1992   | Kolumbien    |              |
| Ibon Zugasti       | 17. Dezember 1972  | Spanien      |              |
| Stagiaires         | Stagiaires         | Nationalität | Nationalität |
| Robbe Vangheluwe   | Robbe Vangheluwe   | Belgien      |              |
| Brandon Zavala     | Brandon Zavala     | Puerto Rico  |              |